# Nowa Wieś (gmina Kuczbork-Osada)
Nowa Wieś – wieś w Polsce położona w województwie mazowieckim, w powiecie żuromińskim, w gminie Kuczbork-Osada. Ma status sołectwa.
W latach 1975–1998 miejscowość należała administracyjnie do województwa ciechanowskiego.
Obok miejscowości przepływa Przylepnica, dopływ Mławki.